# Faux en droit pénal français
Pour les articles homonymes, voir Faux et usage de faux et Faux.
Un faux est, selon l’article 441-1 du Code pénal français, « une altération frauduleuse de la vérité, de nature à causer un préjudice et accomplie par quelque moyen que ce soit, dans un écrit ou tout autre support d'expression de la pensée qui a pour objet ou qui peut avoir pour effet d'établir la preuve d'un droit ou d'un fait ayant des conséquences juridiques ».
Sauf circonstance aggravante, le faux constitue un délit.

## Définition
Le faux peut porter aussi bien sur des écrits, quel qu’en soit le support, que sur une œuvre de la pensée.
Pour qu'il soit répréhensible, il doit réunir impérativement plusieurs conditions :
- être commis avec une intention coupable (« altération frauduleuse de la vérité ») ;
- être « de nature à causer un préjudice » ;
- avoir « des conséquences juridiques » en établissant « la preuve d'un droit ou d'un fait ».

Le faux est mentionné dans le Code pénal au Livre IV « Des crimes et délits contre la nation, l’État et la paix publique », titre IV « Des atteintes à la confiance publique ».
La seule tentative d'obtenir ou de créer un faux est punissable au même titre.
Dans l'ancien code, avant 1984, le faux était réprimé aux articles 147, 150 et 151.

### Circonstances aggravantes
Quand le faux porte sur un document délivré par l’administration, l'article 441-2 du Code pénal porte les peines encourues de 5 ans à 7 ans d’emprisonnement et de 75 000 euros à 100 000 euros d’amende.
Lorsque le faux est commis dans une écriture publique ou dans un enregistrement ordonné par l'autorité publique, les peines encourues vont de 10 ans d'emprisonnement à 15 ans de réclusion, ce qui en fait un crime et non plus un délit, et de 150 000 euros à 225 000 euros d’amende.

## Documents falsifiés
Le document falsifié peut relever d'une utilisation civile, entre des personnes physiques ou morales, ou administrative. Selon l'usage du faux, des circonstances aggravantes peuvent apparaître.
Le document falsifié doit par nature être suffisant pour prouver des faits, peu importe le niveau de la preuve, qui peut aller de l'imparfaite à l'irréfragable.
Sont alors exclus les diverses notes ou avis qui appellent à vérification, tout comme un devis minoré, même s'il permet l'obtention d'un prêt, ne constituent pas un faux.
De même, de simples faux comptables ne constituent pas de faux, sauf à partir du moment où ils sont passés en écritures comptables.
Enfin, les attestations ne constituent pas un faux au sens de l'article 441-1, mais sont pour autant réprimées : lorsque le faux ne concerne pas un document occasionnant un préjudice avec des conséquences juridiques mais une simple attestation, la sanction est moindre, avec un an de prison encouru, posé par l'article 441-7 du Code pénal.

## Faux matériels et intellectuels
La jurisprudence établit une distinction entre les faux :
- le faux « matériel »
- le faux « intellectuel »

### Le faux matériel
Titre faux ou falsifié. C'est le cas lorsqu'un salarié modifie son bulletin de salaire afin de tromper l'administration fiscale ou obtenir un prêt bancaire.
Dès lors que le faux cause un préjudice à une personne, il n'est pas utile de regarder s'il peut constituer ou non une source de droit. Ainsi, l'expédition d'une lettre missive en imitant la signature d'une autre personne constitue un faux.

### Le faux intellectuel
Titre inexact quant à son contenu. C'est le cas quand, par exemple, le patron d'une entreprise réalise un faux bulletin de salaire (il ne le modifie pas, il en crée directement un qui ne correspond pas à la réalité) afin de tromper l'administration fiscale.
Ainsi, créer un contrat de travail à une date antérieure constitue un faux intellectuel, établi avec concertation dans le but de créer un préjudice à un tiers.

## Autres sanctions liées aux faux
L'article 441-3 du Code pénal réprime la simple détention de faux documents, même s'il n'en a pas été fait usage.
L'article 441-5 du Code pénal réprime le fait de procurer de faux documents administratifs à autrui, tandis que l'article 441-6 du Code pénal réprime le fait d'obtenir ou de tenter d'obtenir un document administratif indu.
L'usage d'un vrai document de voyage, mais appartenant à une autre personne, et se faire passer indûment pour cette personne est réprimé par l'article 441-8 du Code pénal.
Les articles 441-10 et 441-11 permettent des sanctions complémentaires pour les personnes physiques, tandis que l'article 441-12 concerne les personnes morales.
En revanche, la fabrication ou l'utilisation de fausse monnaie n'est pas considérée comme un « faux » au sens classique, et en conséquence, est traitée dans un autre chapitre, des articles 442-1 à 442-16.

## Jurisprudences significatives
| Document                                             | Caractérisation                          | Jurisprudence                                             | Remarque |
| ---------------------------------------------------- | ---------------------------------------- | --------------------------------------------------------- | --- |
| Fausse signature                                     | Art. 441-1 CP                            | Nombreuse (Cass. crim 15 mars 1917 ; 28 novembre 1968...) | Constitue un faux matériel dans la majorité des cas. |
| Ajout de mentions sur un document                    | Art. 441-1 CP, faux matériel             | Cass. crim 28 oct. 1985, et d'autres.                     | Valable également en cas de suppression de mentions. |
| Ordonnances médicales                                | Art. 441-1 CP                            | Nombreuse, dont cass. crim 18 mai 2008                    | Préjudice pouvant être subi par des régimes d'assurance maladie. |
| Certificat médical : suicide dissimulé               | Art. 441-1 CP : non                      | CA Douai 6 mai 1994                                       | Modification de la loi pénale entre-temps. |
| Falsification de résultats d'analyse de sang         | Art. 441-7 CP                            | CA Rouen 22 septembre 1999                                | Modification des résultats d'une analyse positive aux anticorps VIH, en négative. |
| Reproduction par décalque d'un testament             | Art. 441-1 CP : non                      | Cass. crim 15 novembre 1982                               | La reproduction par décalque ne modifie pas les dernières volontés du défunt. |
| Faux permis de conduire                              | Art. 441-1 CP                            | Cass. crim 12 novembre 1978                               | |
| Falsification d'un constat amiable                   | Art. 441-1 CP                            | Cass. crim 1er juin 1981                                  | Préjudice lié à l'indemnisation. |
| Plastification d'un ticket de transport              | Art. 441-1 CP, faux matériel             | Cass. crim. 19 décembre 1974                              | Plastification en vue d'empêcher l'oblitération. |
| Fabrication d'un faux tampon                         | Complicité de faux matériel              | Cass. crim. 31 oct. 2001                                  | Le tampon permet d'aider à fabriquer un faux document. |
| Omission d'un bien dans un inventaire judiciaire     | Art. 441-1 CP                            | Cass. crim 5 février 2008                                 | Inventaire remis à l'autorité judiciaire dans le cadre d'une curatelle. |
| Écritures de commerce                                | Art. 441-1 CP                            | Nombreuses jurisprudences                                 | Écritures de livres, de bilans, d'effets de commerce... |
| Facturation de commandes non livrées                 | Art. 441-1 CP                            | Cass. crim 10 mars 2004                                   | Commandes plus importantes que celles réellement livrées. |
| Falsification d'écritures judiciaires                | Art. 441-4 CP                            | Cass. crim 23 septembre 1880                              | Les décisions judiciaires constituent des écritures publiques. |
| Écritures fiscales                                   | Art. 441-4 CP, 2e alinéa (crime de faux) | Cass. crim 10 janvier 1952                                | Falsification de souches d'un registre par un fonctionnaire chargé de la perception des impôts.                                                                                                   |
| Écritures postales                                   | Art. 441-4 CP, 2e alinéa (crime de faux) | Cass. crim 29 juin 1944                                   | La mention frauduleuse apposée par un auxiliaire des Postes est considérée réalisée à l'occasion de son service.                                                                                  |
| Reconnaissance mensongère de paternité               | Art. 441-4 CP : non                      | Cass. crim 8 mars 1988                                    | Une telle reconnaissance ne constitue pas un faux punissable, car à tout moment si un préjudice était créé, il pourrait être alors contesté selon l'article 339 du Code civil.                    |
| Altération des faits dans un procès-verbal de police | Art. 441-4 CP, 2e alinéa (crime de faux) | Cass. crim 28 oct. 2003                                   | La falsification d'un procès-verbal, même émis au titre de renseignements, tombe sous la qualification criminelle lorsqu'il est rédigé par un commissaire de police.                              |
| Fausses écritures dans un journal de pêche           | Art. 441-2 CP : non                      | Cass. crim 14 décembre 2004                               | Le journal de pêche d'un navire est un document dont les écrits sont susceptibles d'être vérifiés, et donc ne constituent pas une tromperie.                                                      |
| Envoi d'une télécopie à des médias                   | Art. 441-1 CP : non                      | Cass. crim 27 oct. 1999                                   | L'envoi d'une télécopie à un journal faisant état de faux faits (en l'occurrence un faux avis de décès), pour impression, ne constitue pas un document pouvant avoir des conséquences juridiques. |
| Usage de faux et prescription                        | Art. 441-1 CP                            | Cass. crim 14 oct. 1991                                   | La création du faux peut être couverte par la prescription, mais non l'usage. |
| Inscription de faux                                  | Art. 441-1 CP et art. 85 CPP             | Cass. crim 29 juin 1944                                   | Une procédure de faux peut être engagée ultérieurement même s'il n'y a pas eu d'inscription en faux lors d'une utilisation précédente en justice.                                                 |
| Renseignements oraux                                 | Art. 441-1 et 441-7 CP : non             | Cass. crim 21 février 1985                                | Des renseignements oraux ne sauraient être considérés comme de faux documents ou de fausses attestations.                                                                                         |
| Attestation non préjudiciable                        | Art. 441-7 CP                            | Cass. crim 24 juin 1997                                   | Tandis que la preuve d'un préjudice doit être démontrée pour justifier d'un faux au titre de l'article 441-1, il en va différemment avec les dispositions de l'article 441-7.                     |